# 草黃樹鴨

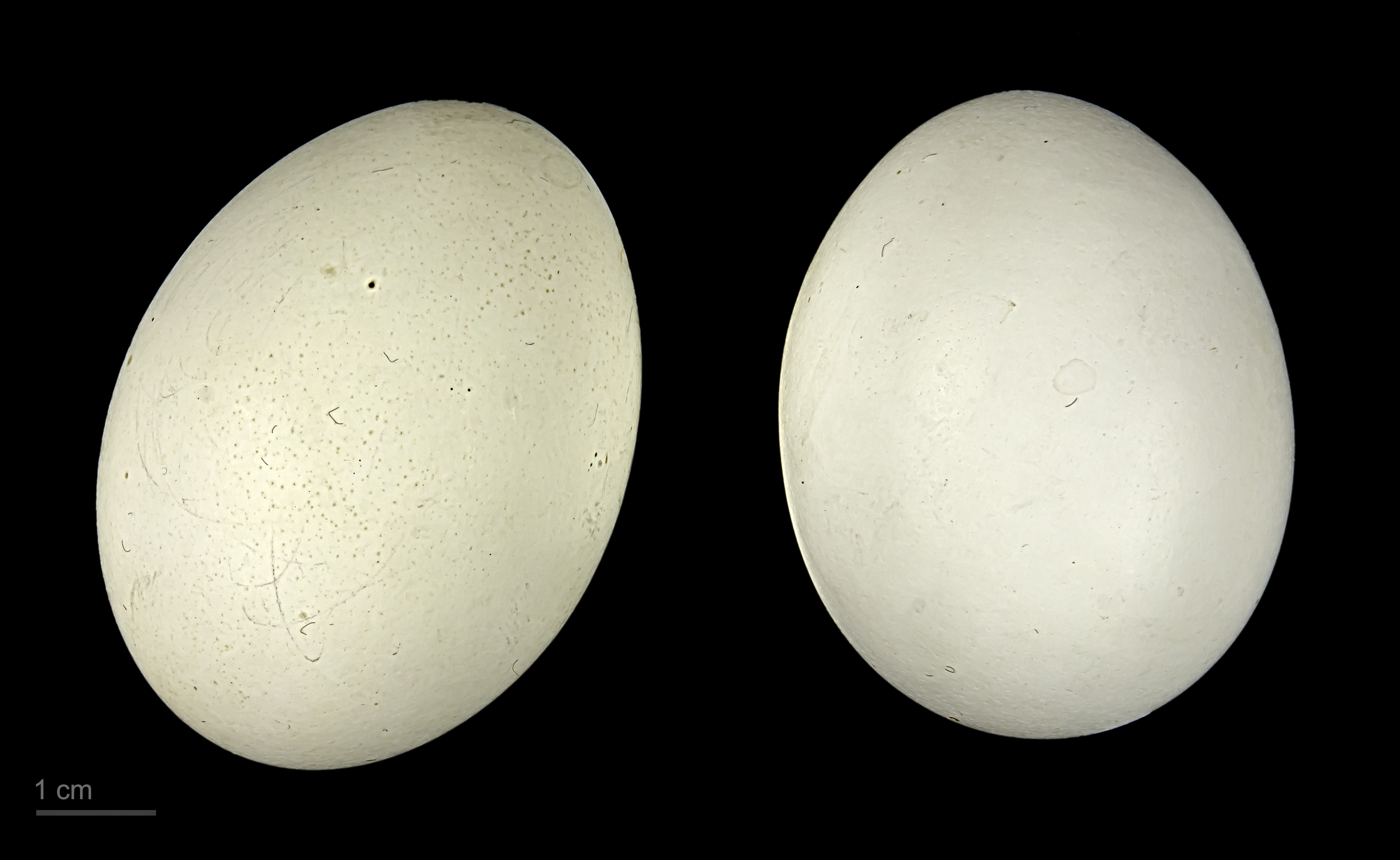
Dendrocygna bicolor

草黃樹鴨（学名：Dendrocygna bicolor）是分佈在熱帶地區的樹鴨屬，包括中美洲、南美洲、撒哈拉以南非洲、印度次大陸及美國墨西哥灣沿岸地區。
种名 bicolor 意为“二色的”。

## 特徵
草黃樹鴨長48-53厘米。牠們的喙是灰色的，頭部及腳都很長，頭部及上身呈淺黃色，兩側有些紅色，冠深色，背部及雙翼呈深灰色。尾巴及雙翼上有栗褐色的斑紋，上尾有一白色的半月形，在飛時特別明顯。雛鳥兩側對比較低，尾巴顏色也有不同。

## 生態
草黃樹鴨很普遍。除了一些地區性的移動外，很多時都是留鳥，而在南歐也會有一些流浪者。牠們會在樹枝上築巢，有時也會在空心樹中築巢或利用其他鳥類的巢。牠們每次會生8-12隻蛋。
草黃樹鴨喜歡棲息在淡水湖、稻田或水塘。牠們多在夜間覓食，主要吃種子及植物的其他部份。
草黃樹鴨是群居的，可以組成一大群。

## 保育
草黃樹鴨是《非洲-歐亞大陸遷徙水鳥保護協定》所保護的物種之一。

## 外部連結
- USGS （页面存档备份，存于）
- Internet Bird Collection （页面存档备份，存于）